# Southampton (hrabstwo Suffolk)
Southampton – wieś w Stanach Zjednoczonych, w stanie Nowy Jork, w hrabstwie Suffolk, nad Oceanem Atlantyckim.